# Farandole

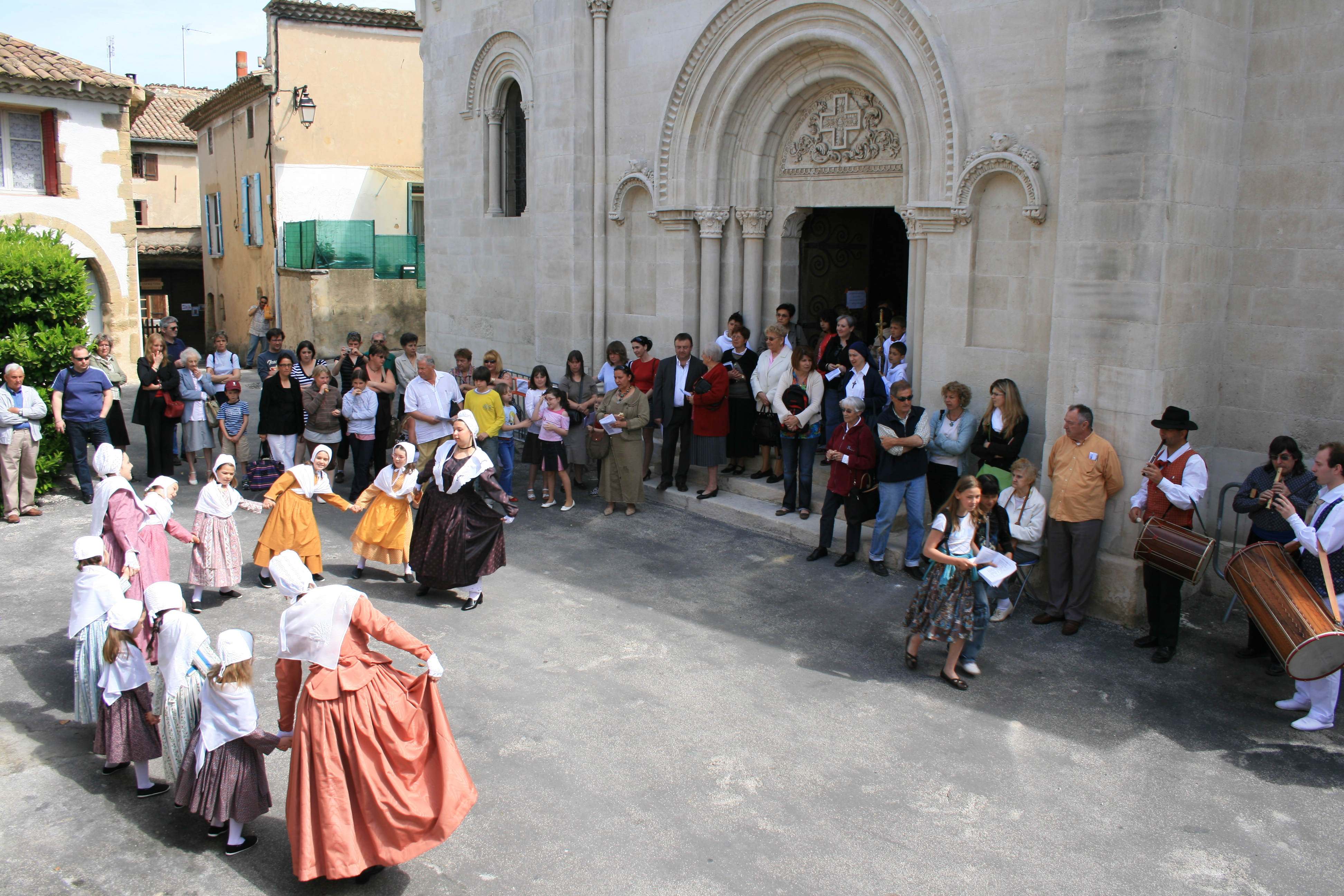
Farandole

Farandole [farãdɔ'l] (provensalska: farandolo) är en i Provence bruklig dans vanligen dansad i 6/8-takt. Farandolen är av hurtig och glad karaktär. Det är en figurrik långdans, som emellanåt sammansluter sig till ringdans.
Dansen är av medeltida ursprung men dansas fortfarande i Provence. Farandolen ackompanjeras då gärna av trumma och enhandsflöjten galoubet.